# 三田村 (広島県)
三田村（みたむら）は、広島県高田郡にあった村。現在の広島市安佐北区の一部にあたる。

## 地理
- 河川：三篠川[1]

## 歴史
- 1889年（明治22年）4月1日、町村制の施行により、高田郡三田村が単独で村制施行し、三田村が発足[1][2]。
- 1956年（昭和31年）9月30日、高田郡井原村、志屋村、高南村と合併し、町制施行し白木町を新設して廃止された[1][2]。

### 地名の由来
皇室領地屯田（みた）に由来

## 産業
- 農業、養蚕、和紙[1]

## 交通

### 鉄道
- 1915年（大正4年）芸備鉄道（現芸備線）中三田駅開設[1]